# Monstera limitaris
Monstera limitaris — квіткова рослина з роду Монстера родини арумових (Araceae).

## Розповсюдження
Походить з Коста-Рики та Панами.